# Bătălia de la Bibracte
Bătălia de la Bibracte pune capăt migrației helveților la începutul Războiului Galic (58 î.Hr.).

## Context
Iulius Cezar relatează începutul intervenției sale în Galia împotriva helveților, rauracilor, boienilor, latobicelor și tulingilor care, sub conducerea lui Divico, au încercat să emigreze la Saintonge. După o primă ciocnire la Geneva, unde helveții nu au putut trece prin liniile romane, emigranții s-au îndreptat spre Loara, urmați de cele șase legiuni ale lui Cezar.
Prima ciocnire a avut loc pe Arar (azi Saône) la începutul lunii iunie, pe care helveții l-au traversat în ceea ce este astăzi Villefranche-sur-Saône. Cezar, prin locotenentul său Labienus, cade apoi asupra celor care încă nu au trecut, tribul Tigurinilor, luându-i prin surprindere în dezordine și ucigând un număr mare dintre ei. Restul armatei elvețiane a urmărit neputincios masacrul de pe malul celălalt. După această luptă, Cezar a construit sau finalizat un pod într-o singură zi peste Saône pentru a urmări cea mai mare parte a poporului helveți cruțat. Cei doi conducători negociază mai întâi (pentru helveți: Divico al tigurinilor, celebrul câștigător al romanilor în 107 î.Hr. după Cezar și Carcopino, deși acest lucru este acum îndoielnic). Acesta îi spune, fără subjugare, că sunt gata să urmeze repartizarea pământurilor pe care le dorește Cezar în schimbul păcii. Proconsulul cere ostatici și helveților să repare prejudiciul cauzat aliaților Romei, pe care Divico este nevoit să le respingă ·  ·  · .

## Începuturile
Timp de două săptămâni, Cezar, alături de Labienus, i-a urmat pe helveți spre miazănoapte, iar între cavalerile celor două tabere au avut loc câteva lupte. Prima dintre aceste ciocniri a opus 4.000 de cavaleri romani și aliați la 500 de cavaleri elveți, care i-au respins. Aliații Romei, în special eduii, care au fost cauza urmăririi, au fost reticenți în a-l ajuta pe Cezar · . Vergobretul Liscos îl bănuiește pe bună dreptate pe Dumnorix că vrea să preia puterea în rândul poporului său, că ar avea o influență antiromană asupra poporului său și că ar păstra legături strânse cu helveții. Caesar îl scutește doar din compasiune față de fratele său Diviciacos, vergobretul heduilor și un aliat puternic, pe care nu vrea să-l înstrăineze. Cu toate acestea, îl pune sub supraveghere atentă. După aceste paisprezece zile de urmărire și intrigi și un plan de atac eșuat, Cezar și Labienus s-au îndreptat către Bibracte, capitala aliaților lor hedui, pentru a căuta proviziile promise de aliații lor, lăsând pe helveți să-și urmeze drumul, dar cei din urmă apoi întoarce-te și atacă.
André Steyert povestește în „Istoria Lyonului și a provinciilor Lyon, Forez, Beaujolais, Franc-Lyonnais și Dombes Volumul 1”:
Epuisés, cernés de toutes parts, les Romains devaient périr jusqu'au dernier, lorsque le complot fut dévoilé à César par Divitiacus, frère de Dumnorix, mais son adversaire politique, chef qu'il était de la fraction aristocratique et républicaine, favorable à l'étranger. Le général romain, dont le génie s'exaltait en présence des situations désespérées, n'hésite pas un instant, il marche droit sur Bibracte, non seulement pour s'y procurer des provisions, mais pour enlever aux Eduens toute velléité de révolte, et tenir le pays tout entier à sa discrétion.Cette manœuvre trompa les Helvètes qui, rebroussant chemin, vinrent l'attaquer dans ce qu'ils prenaient pour une fuite

## Progres
Angajată în jurul prânzului, bătălia de la Bibracte s-a desfășurat în mai multe faze și a înfruntat aproximativ 40.000 de romani și auxiliari cu 92.000 de gali, dar poate mai puțini, pe locul Montmort (Saône-et-Loire). Mai întâi, Cezar își trimite cavaleria să-i rețină pe helveți în timp ce legiunile sale se desfășoară pe un deal. Cele patru legiuni veterane ale lui Cezar sunt așezate în trei rânduri, conform formației triplex acies, în timp ce două legiuni de recruți sunt ținute în rezervă. Falanga helvețiană respinge cavaleria romană, apoi legionarii îi împing pe helveți, care se refugiază pe un munte. Atunci au ajuns Boii și Tulingii pe flancul drept al romanilor. Caesar a cerut așadar a treia sa linie să intervină împotriva noilor sosiți, temându-se de lipsa de experiență a legiunilor sale de rezervă. Primele două rânduri continuă lupta împotriva helveților. Lupta a durat până noaptea târziu, galii refugiindu-se în jurul cărucioarelor lor. 130.000 de helveți s-au retras și au ajuns în țara Lingon (regiunea Langres) unde, din lipsă de sprijin, au capitulat, ceilalți fiind masacrați până la ultimul. Potrivit lui Appian, Titus Labienus ar fi cel care a comandat trupele romane în timpul bătăliei, iar Iulius Cezar i-ar fi învins pe tricori și pe aliații acestora · . Carcopino relatează bătălia decisivă condusă de Cezar, care după el a permis helveților să fugă și să se predea, nedorind să-i masacreze.

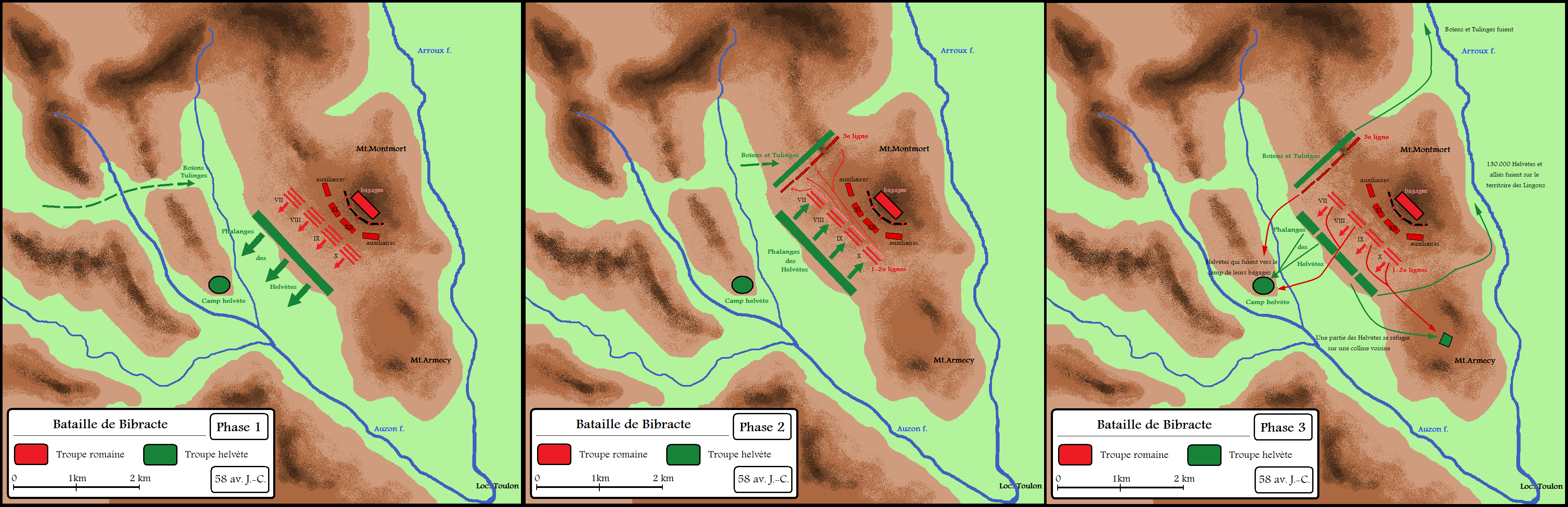
Bătălia de la Bibracte în trei faze, opunând romanilor comandați de Iulius Cezar și Titus Labienus helveților, boienilor și tulingilor.

## Consecințele
Cezar îi trimite pe helveți înapoi pe teritoriul lor pentru a împiedica o țară din apropierea Romei să rămână pustie și pentru ca germanii să o cucerească ·  ·  · , iar boienii (aproximativ 20.000 de oameni) îi plasează la granița cu Loara, la Gorgobina, sub dependența heduilor. Potrivit lui César, din 368.000 de migranți, doar 110.000 reușesc să se întoarcă în Helvetia, deși aceste cifre pot fi înjumătățite.

## Locația bătăliei
Câmpul de luptă este situat în Montmort (Saône-et-Loire), unde săpăturile au descoperit un șanț probabil săpat de legionarii lui Cezar.